# Лахома (река)
Лахома — река в России, протекает в Красноборском районе Архангельской области. Устье реки находится в 19 км по правому берегу реки Уфтюга. Длина реки составляет 120 км. Площадь водосборного бассейна — 1580 км².

## Притоки
- 7 км: река Едма
- 9 км: река Ваймога (Воймыс, Ваймира)
- 14 км: река Соймога (Саймога, Сангома)
- 19 км: ручей Верхняя Ванда
- 45 км: река Лема
- 47 км: река Павлова
- 62 км: река Сухая
- 63 км: река Пургал
- 80 км: река Юрмус

## Данные водного реестра
По данным государственного водного реестра России относится к Двинско-Печорскому бассейновому округу, водохозяйственный участок реки — Северная Двина от впадения реки Вычегда до впадения реки Вага, речной подбассейн реки — Северная Двина ниже места слияния Вычегды и Малой Северной Двины. Речной бассейн реки — Северная Двина.
Код объекта в государственном водном реестре — 03020300112103000026213.